# Ludmila Zelenková
Ludmila Zelenková (27. března 1873, Opočno – 28. srpna 1950, Zdislava) byla ošetřovatelka a činovnice Československého Červeného kříže, legionářka vyznamenaná Československou revoluční medailí, spisovatelka. Žila v prostředí české emigrantské komunity v Rusku, za první světové války pracovala jako ošetřovatelka, vedla lazaret v Lublině, později v Moskvě nemocnici Červeného kříže, kde se věnovala především zraněným českým a slovenským vojákům. Ukrývala zde i legionáře a pracovníky odboje. Po válce se vrátila do Československa, byla vyznamenána Československou revoluční medailí a věnovala se práci v Československém Červeném kříži.

## Životopis
Narodila se 27. března 1873 v Opočně u Loun na statku naproti kostelu, který patřil rodině jejího otce minimálně od roku 1620. Její otec Antonín Škarda (* 1848) v roce 1880 statek prodal a zakoupil ve Vršovicích u Loun mlýn, který zmodernizoval. V hospodářské krizi vyvolané krachem vídeňské burzy mlýn neudržel a rodina se po smrti Škardovy manželky dostala do velkých finančních problémů. Sedlák Škarda odešel do ruského Polska, kde se v té době po odchodu holandských osadníků uvolnily celé vesnice. Když se mu začalo dařit lépe, vzal k sobě děti a v prostředí české emigrační komunity je vychovával k patriotismu.
Ludmila se provdala za absolventa táborské Hospodářské akademie, Čecha Josefa Zelenku z Třeboce u Rakovníka, který působil na velkostatcích v Podolské gubernii. Před 1. světovou válkou již měli manželé vlastní statek v Lublině v bývalém ruském Polsku. Po vypuknutí války se Ludmila jako dobrovolnice zapojila do ošetřování raněných vojáků, absolvovala zdravotní odborné kurzy ve Varšavě a jako externistka složila zkoušky s vyznamenáním. Již v roce 1915 vedla v Lublinu lazaret. Pečovala o raněné ruské vojáky i zajaté české a slovenské vojáky z rakouské armády, kteří byli transportováni z karpatské a haličské fronty do nemocnic v Rusku. Později v Moskvě vymohla, že v polské nemocnici pro uprchlíky a invalidy, kterou řídila a kterou financoval ruský Červený kříž, byli přijímáni především čeští vojáci.

### Činnost za 1. světové války
Po obsazení bývalého ruského Polska rakouskou a německou armádou opustila Lublin a odjela do Moskvy, kde se stala ředitelkou jedné z nemocnic ruského Červeného kříže. Spolupracovala s odbočkou Československé Národní rady (ČSNR 1916)
Po bolševickém převratu přijímala do nemocnice na vlastní odpovědnost mnohé krajany a dočasně zde ukrývala legionáře a význačné pracovníky odboje, např. dr. Ivana Markoviče, organizátora československých legií v Rusku, od roku 1917 tajemníka pobočky Československé národní rady v Rusku, pozdějšího poslance, ministra, sociálnědemokratického politika, a zařídila mu odjezd z Moskvy přes Archangelsk do zemí Dohody, kde se setkal s profesorem Masarykem.
Po atentátu na Lenina byla nemocnice sice formálně zrušena, ale Ludmila Zelenková dokázala zařídit, že zde byl i nadále útulek pro krajany a legionáře odtržené od bojujících legií. Ukrývala i ženy po popravených bratrech Lutosławských, předácích polské emigrace. Ukrývaným opatřovala doklady na cizí jména a pomáhala jim postupně k odjezdu z Moskvy.
V nemocnici ukrývala také politika a legionáře Josefa Pšeničku, pozdějšího člena Národního shromáždění, kterého vedení legií poslalo do vlasti jako kurýra. Pšenička jí v obavě ze zatčení seznámil s obsahem vzkazu, který měl v Čechách předat Maffii. Po Pšeničkově zatčení se Ludmila Zelenková rozhodla vyřídit jeho vzkaz a vydala se 30. září1918 na strastiplnou cestu okupovaným územím přes Smolensk, Ovšu, kde byla uvězněna, Minsk a Brest Litevský do Čech, kam dospěla až po vzniku republiky, v listopadu 1918. Poselství pro poslance Špatného a pozdějšího guvernéra Národní banky Viléma Pospíšila předala, originály dokladů potvrdilo Ministerstvo národní obrany a Kancelář Československých legií.

### V Československé republice
Zásluhy Ludmily Zelenkové v odboji byly uznány Ministerstvem národní obrany a na základě dekretu č. 43905 jí byla jako jedné z 20 Češek udělena Československá revoluční medaile.
V nové republice se podílela na reorganizaci Československého Červeného kříže, do nějž byla povolána Alicí Masarykovou. Měla zde na starosti referát péče o příslušníky cizích států. Zejména v prvních letech po bolševické revoluci vykonala mnoho pro ruské uprchlíky a pro rodiny legionářů, které přijely s transporty legií do Čech a byly zpočátku bez přístřeší. Od založení byla členkou Ústředního sdružení Čechů a Slováků z Ruska.
S Renátou Tyršovou pracovala v charitativní organizaci České srdce a angažovala se v legionářských kruzích.
Napsala řadu článků, v nichž líčila své zážitky a válečná utrpení prostých lidí, které publikovala v četných denních listech a periodiku Legie. Je autorkou vzpomínkové brožury na počátky své ošetřovatelské činnosti Ze života české ženy na Rusi.
Po návratu do republiky 1922 bydlela nejdříve ve vznikající kolonii domů státních zaměstnanců Ořechovka. Po pozemkové reformě s manželem koupili bývalý statek Clam – Gallasů v německé obci Schönbach (později Zdislava) u Německého Jablonného (Jablonné v Podještědí). V roce 1926 opustila Prahu a svoji práci v Čs. Červeném kříži a žili s manželem Josefem Zelenkou v Schönbachu údajně jako jediná česká rodina. Syn Dr. Miroslav Zelenka tehdy působil jako polonista na FF UK.
Po zabrání Sudet v roce 1938 byl statek Zelenkových v Schönbachu (Zdislavě) zkonfiskován nacisty. V letech okupace žila ovdovělá Ludmila Zelenková v Praze; syn Miroslav byl sledován a vyslýchán německou policií. Po válce byl rodině částečně vyhořelý statek nakrátko vrácen, avšak v roce 1948 opět zabaven komunistickým režimem. Ludmile byl ponechán ve Zdislavě dům (bývalá hájovna), kde v roce 1950 zemřela.

## Dílo
- ZELENKOVÁ, Ludmila. Ze života české ženy na Rusi. 1.. vyd. Praha: Čs. Červený kříž, 1920. 16 s.
- ZELENKOVÁ, Ludmila. Ze života české ženy na Rusi. 2.. vyd. Praha: Č. S. Č. K., 1934. 16 s. (Leták Československého Červeného kříže).